# Jeremy Camp

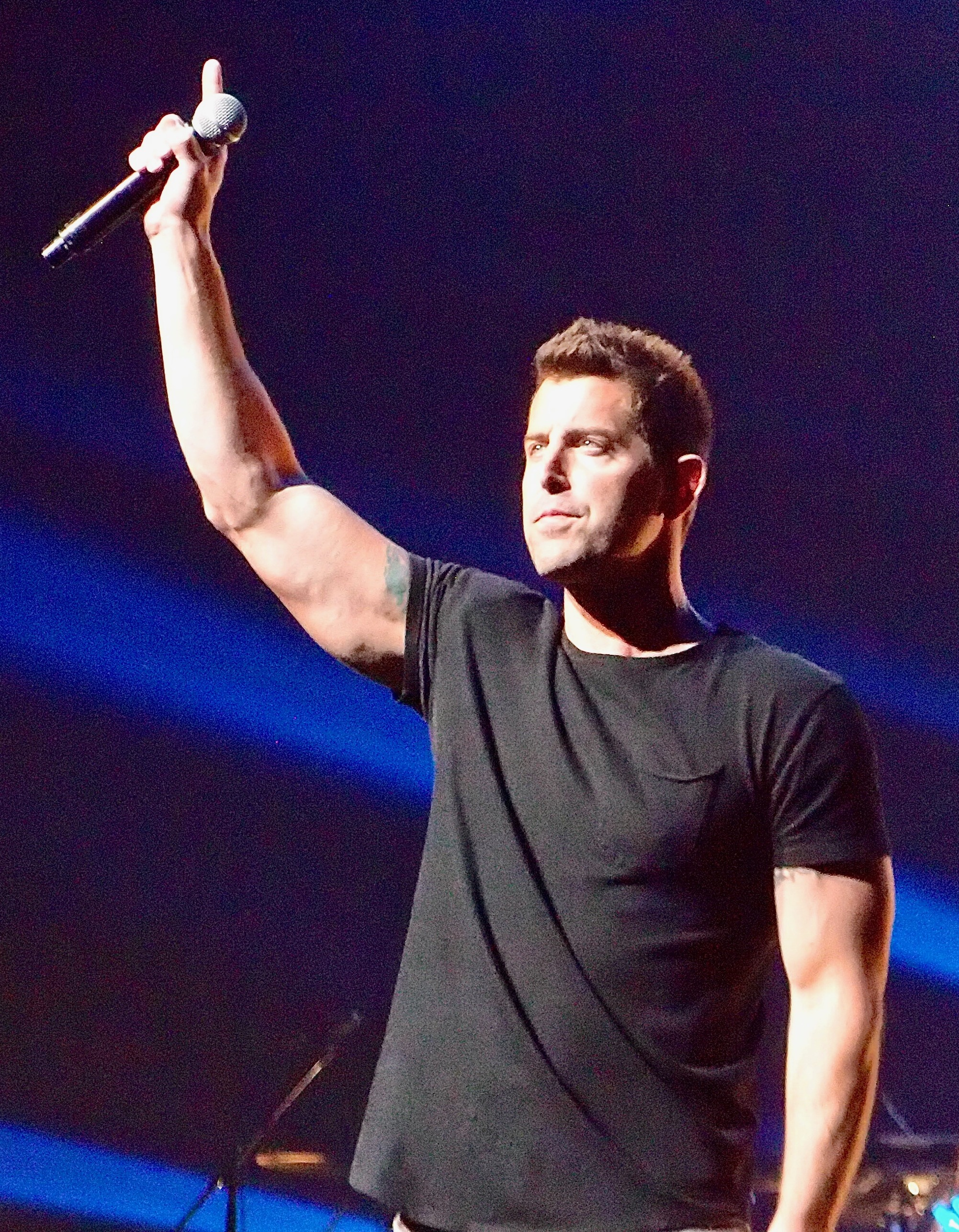
Jeremy Camp (2019)

Jeremy Thomas Camp (* 12. Januar 1978 in Lafayette, Indiana) ist ein US-amerikanischer Sänger und Songwriter.

## Leben

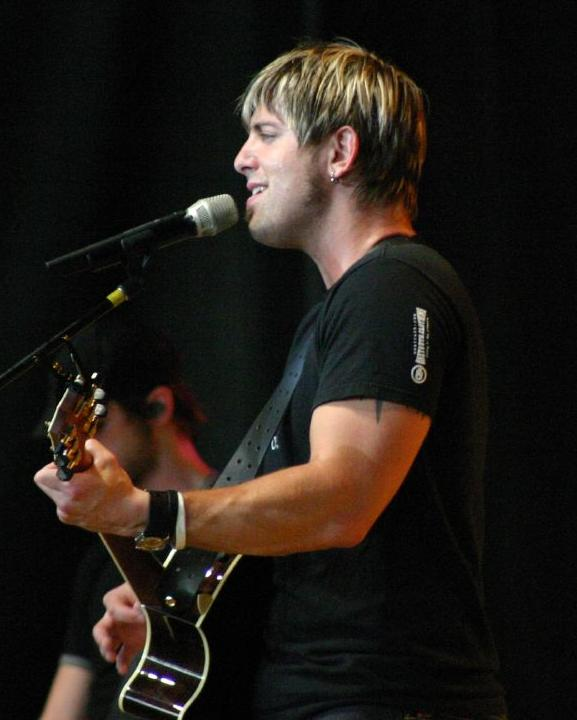
Jeremy Camp (2006)

Camps Eltern Tom und Terry Owen Camp sind Pfarrer an der Harvest Kirche in seiner Heimatstadt.
Nach seinem Abschluss an der Highschool von Lafayette ging Camp nach Südkalifornien auf eine Bibelschule. Dort wurde sein musikalisches Talent entdeckt und er begann, die Lobpreisarbeit an seinem College zu leiten. Dort lernte er auch Melissa kennen, seine spätere Frau.
Im Jahr 2000 nahm er das Indie-Album Burden Me auf, das heute nur noch schwer erhältlich ist.
Einige Zeit später wurde bei Melissa Krebs festgestellt. Jeremy hielt im Krankenhaus um ihre Hand an. Er war sich sicher, dass sie den Krebs besiegen würde. Fünf Monate später, nach überstandener Chemotherapie, heiratete er sie. Doch während der Flitterwochen bekam Melissa Bauchschmerzen und erfuhr, dass sie nur noch wenige Monate zu leben hätte. Am 5. Februar 2001 starb sie.
Jeremy verarbeitete seinen Schmerz besonders mit den Songs Walk by Faith und I Still Believe auf seinem Debütalbum Stay, welches 2002 erschien. Mit dem Album sorgte er in den USA erstmals für Aufsehen. Die Scheibe wurde national bekannt – nicht zuletzt, weil viele Leute von der Geschichte des Musikers bewegt und auch ermutigt wurden. In der Folgezeit ging er gemeinsam mit Rebecca St. James und den Newsboys auf Tour.
2004 wurde er mit den Dove Award als bester Sänger und bester Newcomer ausgezeichnet.
Auf Tour lernte er seine zweite Frau Adrienne Liesching (Ex-Frontfrau von „The Benjamin Gate“) kennen, die er noch im selben Jahr heiratete. Inzwischen hat das Paar zwei Töchter (Isabella und Arianne Mae).
Im Februar 2004 brachte Jeremy Camp mit Carried Me ein Worship-Album heraus. Allerdings wurden die Lieder, die nicht alle von ihm selbst stammen, komplett überarbeitet und teils ziemlich rockig.
Gegen Ende des Jahres kam mit Restored seine dritte CD heraus. Sie beschreibt, wie sehr er gelitten, aber durch den Glauben wieder zu neuer Stärke gefunden hatte.
Zum Film „Narnia“ steuerte er 2005 den Song Open Up Your Eyes bei. Anfang 2006 veröffentlichte er seine erste Unplugged-CD, welche Songs der letzten Alben enthält.
Seine Musik orientiert sich an Creed, Matchbox Twenty und Dave Matthews mit sehr persönlichen Texten. Weitere bekannte Songs von Jeremy Camp sind Take You Back und This Man.
2020 wurde die Filmbiografie I Still Believe veröffentlicht.

## Diskografie

### Studioalben
| Jahr | Titel                           | Höchstplatzierung, Gesamtwochen, AuszeichnungChartplatzierungen (Jahr, Titel, Platzierungen, Wochen, Auszeichnungen, Anmerkungen) | Höchstplatzierung, Gesamtwochen, AuszeichnungChartplatzierungen (Jahr, Titel, Platzierungen, Wochen, Auszeichnungen, Anmerkungen) | Anmerkungen                                                  |
| Jahr | Titel                           | US | Christ | Anmerkungen                                                  |
| ---- | ------------------------------- | --- | --- | ------------------------------------------------------------ |
| 2000 | Burden Me                       | — | — | Erstveröffentlichung: 17. November 2000                      |
| 2002 | Stay                            | US— GoldUS | Christ10 (67 Wo.)Christ | Erstveröffentlichung: 24. September 2002 Verkäufe: + 500.000 |
| 2004 | Carried Me: The Worship Project | US102 Gold · (20 Wo.)US | Christ2 (80 Wo.)Christ | Erstveröffentlichung: 10. Februar 2004 Verkäufe: + 500.000   |
| 2004 | Restored                        | US45 Gold · (32 Wo.)US | Christ1 (102 Wo.)Christ | Erstveröffentlichung: 16. November 2004 Verkäufe: + 500.000  |
| 2006 | Beyond Measure                  | US29 Gold · (16 Wo.)US | Christ1 (90 Wo.)Christ | Erstveröffentlichung: 31. Oktober 2006 Verkäufe: + 500.000   |
| 2008 | Speaking Louder Than Before     | US38 (27 Wo.)US | Christ1 (69 Wo.)Christ | Erstveröffentlichung: 25. November 2008                      |
| 2010 | We Cry Out: The Worship Project | US15 (22 Wo.)US | Christ1 (78 Wo.)Christ | Erstveröffentlichung: 24. August 2010                        |
| 2013 | Reckless                        | US31 (6 Wo.)US | Christ1 (52 Wo.)Christ | Erstveröffentlichung: 12. Februar 2013                       |
| 2015 | I Will Follow                   | US25 (12 Wo.)US | Christ1 (107 Wo.)Christ | Erstveröffentlichung: 3. Februar 2015                        |
| 2017 | The Answer                      | US33 (2 Wo.)US | Christ2 (26 Wo.)Christ | Erstveröffentlichung: 6. Oktober 2017                        |
| 2019 | The Story’s Not Over            | US39 (1 Wo.)US | Christ1 (71 Wo.)Christ | Erstveröffentlichung: 20. September 2019                     |
| 2021 | When You Speak                  | — | Christ2 (11 Wo.)Christ | Erstveröffentlichung: 10. September 2021                     |
| 2024 | Deeper Waters                   | — | Christ2 (9 Wo.)Christ | Erstveröffentlichung: 17. Mai 2024                           |

### Livealben
| Jahr | Titel            | Höchstplatzierung, Gesamtwochen, AuszeichnungChartplatzierungen (Jahr, Titel, Platzierungen, Wochen, Auszeichnungen, Anmerkungen) | Höchstplatzierung, Gesamtwochen, AuszeichnungChartplatzierungen (Jahr, Titel, Platzierungen, Wochen, Auszeichnungen, Anmerkungen) | Anmerkungen                             |
| Jahr | Titel            | US | Christ | Anmerkungen                             |
| ---- | ---------------- | --- | --- | --------------------------------------- |
| 2005 | Live Unplugged   | US111 (7 Wo.)US | Christ7 (28 Wo.)Christ | Erstveröffentlichung: 8. November 2005  |
| 2009 | Jeremy Camp Live | — | Christ22 (5 Wo.)Christ | Erstveröffentlichung: 17. November 2009 |

### Kompilationen
| Jahr | Titel                                       | Höchstplatzierung, Gesamtwochen, AuszeichnungChartsChartplatzierungen (Jahr, Titel, Platzierungen, Wochen, Auszeichnungen, Anmerkungen) | Anmerkungen                           |
| Jahr | Titel                                       | Christ | Anmerkungen                           |
| ---- | ------------------------------------------- | --- | ------------------------------------- |
| 2012 | I Still Believe: The Number Ones Collection | Christ21 (25 Wo.)Christ | Erstveröffentlichung: 13. März 2012   |
| 2020 | I Still Believe: The Greatest Hits          | Christ3 (25 Wo.)Christ | Erstveröffentlichung: 7. Februar 2020 |

### Weihnachtsalben
| Jahr | Titel                  | Höchstplatzierung, Gesamtwochen, AuszeichnungChartplatzierungen (Jahr, Titel, Platzierungen, Wochen, Auszeichnungen, Anmerkungen) | Höchstplatzierung, Gesamtwochen, AuszeichnungChartplatzierungen (Jahr, Titel, Platzierungen, Wochen, Auszeichnungen, Anmerkungen) | Anmerkungen                              |
| Jahr | Titel                  | US | Christ | Anmerkungen                              |
| ---- | ---------------------- | --- | --- | ---------------------------------------- |
| 2012 | Christmas: God With Us | US119 (2 Wo.)US | Christ6 (15 Wo.)Christ | Erstveröffentlichung: 25. September 2012 |

### EPs
| Jahr | Titel               | Höchstplatzierung, Gesamtwochen, AuszeichnungChartsChartplatzierungen (Jahr, Titel, Platzierungen, Wochen, Auszeichnungen, Anmerkungen) | Anmerkungen                                               |
| Jahr | Titel               | Christ | Anmerkungen                                               |
| ---- | ------------------- | --- | --------------------------------------------------------- |
| 2020 | The Worship Project | Christ21 (1 Wo.)Christ | Erstveröffentlichung: 4. September 2020 mit Adrienne Camp |

Weitere EPs
- 2007: Live Session EP

### Singles
| Jahr | Titel Album                                                       | Höchstplatzierung, Gesamtwochen, AuszeichnungChartsChartplatzierungen (Jahr, Titel, Album, Platzierungen, Wochen, Auszeichnungen, Anmerkungen) | Anmerkungen                                                                          |
| Jahr | Titel Album                                                       | Christ | Anmerkungen                                                                          |
| --- | ----------------------------------------------------------------- | --- | ------------------------------------------------------------------------------------ |
| 2002 | Right Here Stay                                                   | Christ9 (28 Wo.)Christ |                                                                                      |
| 2002 | I Still Believe Stay                                              | Christ5 (40 Wo.)Christ |                                                                                      |
| 2002 | Walk By Faith Stay                                                | Christ1 Gold · (46 Wo.)Christ | Verkäufe: + 500.000                                                                  |
| 2004 | Take You Back Restored                                            | Christ1 (36 Wo.)Christ |                                                                                      |
| 2005 | O Come All Ye Faithful –                                          | Christ6 (1 Wo.)Christ |                                                                                      |
| 2006 | This Man Restored                                                 | Christ1 (50 Wo.)Christ |                                                                                      |
| 2006 | Tonight Beyond Measure                                            | Christ4 (20 Wo.)Christ |                                                                                      |
| 2006 | What It Means Beyond Measure                                      | Christ2 (27 Wo.)Christ |                                                                                      |
| 2007 | Give You Glory Beyond Measure                                     | Christ4 (31 Wo.)Christ |                                                                                      |
| 2007 | Let It Fade Beyond Measure                                        | Christ1 (49 Wo.)Christ |                                                                                      |
| 2007 | No Matter What It Takes Beyond Measure                            | Christ21 (16 Wo.)Christ |                                                                                      |
| 2008 | There Will Be a Day Speaking Louder Than Before                   | Christ1 Gold · (55 Wo.)Christ | Verkäufe: + 500.000                                                                  |
| 2009 | Speaking Louder Than Before                                       | Christ16 (20 Wo.)Christ |                                                                                      |
| 2009 | Healing Hand of God Speaking Louder Than Before                   | Christ6 (24 Wo.)Christ |                                                                                      |
| 2010 | Jesus Saves We Cry Out: The Worship Project                       | Christ2 (35 Wo.)Christ |                                                                                      |
| 2011 | The Way We Cry Out: The Worship Project                           | Christ1 (42 Wo.)Christ |                                                                                      |
| 2012 | Overcome We Cry Out: The Worship Project                          | Christ2 Gold · (51 Wo.)Christ | Verkäufe: + 500.000                                                                  |
| 2012 | Reckless                                                          | Christ14 (22 Wo.)Christ |                                                                                      |
| 2013 | My God Reckless                                                   | Christ5 (28 Wo.)Christ |                                                                                      |
| 2014 | Come Alive Reckless                                               | Christ17 (20 Wo.)Christ |                                                                                      |
| 2014 | He Knows I Will Follow                                            | Christ4 (26 Wo.)Christ |                                                                                      |
| 2014 | Hope Can Change Everything –                                      | Christ14 (7 Wo.)Christ | mit Francesca Battistelli, Jamie Grace, Matt Maher, Bart Millard & Sidewalk Prophets |
| 2014 | Living Word I Will Follow                                         | Christ29 (1 Wo.)Christ |                                                                                      |
| 2015 | Same Power I Will Follow                                          | Christ6 Gold · (33 Wo.)Christ | Verkäufe: + 500.000                                                                  |
| 2016 | Christ in Me I Will Follow                                        | Christ6 Gold · (30 Wo.)Christ | Verkäufe: + 500.000                                                                  |
| 2017 | Word of Life The Answer                                           | Christ8 (28 Wo.)Christ |                                                                                      |
| 2018 | The Answer                                                        | Christ22 (20 Wo.)Christ |                                                                                      |
| 2018 | My Defender The Answer                                            | Christ33 (20 Wo.)Christ |                                                                                      |
| 2019 | Dead Man Walking The Stroy’s Not Over                             | Christ7 Gold · (36 Wo.)Christ | Verkäufe: + 500.000                                                                  |
| 2020 | I Still Believe (2020 Version) I Still Believe: The Greatest Hits | Christ34 (2 Wo.)Christ |                                                                                      |
| 2020 | Keep Me in the Moment The Stroy’s Not Over                        | Christ5 Gold · (30 Wo.)Christ | Erstveröffentlichung: 20. März 2020 Verkäufe: + 500.000                              |
| 2020 | Out of My Hands The Stroy’s Not Over                              | Christ7 (26 Wo.)Christ | Erstveröffentlichung: 9. Oktober 2000                                                |
| 2021 | When You Speak                                                    | Christ10 (29 Wo.)Christ | Erstveröffentlichung: 28. Mai 2021                                                   |
| 2021 | Can’t Take Away When You Speak                                    | Christ41 (1 Wo.)Christ | Erstveröffentlichung: 16. Juli 2021                                                  |
| 2022 | Getting Started When You Speak                                    | Christ3 (29 Wo.)Christ | Erstveröffentlichung: 25. Februar 2022                                               |
| 2023 | Anxious Heart When You Speak                                      | Christ16 (26 Wo.)Christ |                                                                                      |
| 2024 | These Days –                                                      | Christ4 (29 Wo.)Christ | Erstveröffentlichung: 5. Januar 2024                                                 |
| Folgende Lieder erschienen nicht als Single, wurden aber durch das Album zum Download und Streaming bereitgestellt und konnten somit eine Platzierung erlangen: |                                                                   | |                                                                                      |
| |                                                                   | |                                                                                      |
| 2012 | Joy to the World Christmas: God With Us                           | Christ3 (6 Wo.)Christ |                                                                                      |
| 2012 | Hark! The Herald Angels Sing Christmas: God With Us               | Christ27 (6 Wo.)Christ |                                                                                      |
| 2012 | Jingle Bell Rock Christmas: God With Us                           | Christ42 (2 Wo.)Christ |                                                                                      |
| 2019 | Only You Can The Stroy’s Not Over                                 | Christ45 (2 Wo.)Christ |                                                                                      |
| 2025 | Again Deeper Waters                                               | Christ18 (20 Wo.)Christ |                                                                                      |
| 2025 | No Survivors Deeper Waters                                        | Christ29 (… Wo.)Christ |                                                                                      |

Weitere Singles
- 2004: Beautiful One
- 2004: Empty Me
- 2005: Lay Down My Pride
- 2006: Understand
- 2006: Stay
- 2006: My Desire
- 2006: Let Everything That Has Breath
- 2008: We Remember
- 2020: Keep Me in the Moment

### Gastbeiträge
| Jahr | Titel Album | Höchstplatzierung, Gesamtwochen, AuszeichnungChartsChartplatzierungen (Jahr, Titel, Album, Platzierungen, Wochen, Auszeichnungen, Anmerkungen) | Anmerkungen                          |
| Jahr | Titel Album | Christ | Anmerkungen                          |
| ---- | ----------- | --- | ------------------------------------ |
| 2015 | Behold –    | Christ41 (1 Wo.)Christ | Belle & Aerie Camp feat. Jeremy Camp |

### Videoalben
- 2005: Live Unplugged (US: ×2Doppelplatin )